# FK Banat Zrenjanin
Banat Zrenjanin (serbisch-kyrillisch ФК Банат Зрењанин) ist ein ehemaliger serbischer Fußballklub aus Zrenjanin.

## Geschichte
Der Verein entstand aus der Zusammenführung zweier Klubs, und zwar aus FK Budućnost Banatski Dvor aus der Stadt Banatski Dvor und aus Proleter Zrenjanin. Die Vereinigung geschah am 25. Januar 2006. Gespielt wurde im zuerst im Stadion Karađorđev park und ab 2010 im Stadion Mirko Vučurević. Banat Zrenjanin spielte von 2006 bis 2009 in der serbischen SuperLiga und nach dem Abstieg 2009 für vier Jahre in der zweitklassigen Prva liga. 2013 musste die Mannschaft als 15. in die Relegation und spielt seit 2014 in der drittklassigen Srpska liga Vojvodina. 2016 folgte gar der Abstieg in die vierte Liga (Vojvođanska liga "Istok") und der Verein wurde kurz vor der neuen Saison aufgelöst.